# آنیوورانو نورد
آنیوورانو نورد (به لاتین: Anivorano Nord) یک منطقهٔ مسکونی در ماداگاسکار است که در آنتسینانا دوم واقع شده‌است. آنیوورانو نورد ۲۴٬۸۳۸ نفر جمعیت دارد و ۴۴۰ متر بالاتر از سطح دریا واقع شده‌است.